# Ларсен, Тонье
Тонье Ларсен (норв. Tonje Larsen, род. 26 января 1975 года в Тёнсберге) — норвежская гандболистка, игравшая на позиции разыгрывающей; олимпийская чемпионка 2008 года, чемпионка мира 1999 года, трёхкратная чемпионка Европы. В настоящее время является помощником главного тренера сборной Норвегии Торира Хергейрссона.

## Карьера
Занималась гандболом в родном городе, до 1998 года представляла «Ларвик». Отыграла сезон 1998/1999 в датском «Виборге» и выиграла в его составе чемпионат Дании и Кубок ЕГФ. В 1999 году вернулась в «Ларвик», в котором и провела всю дальнейшую карьеру. В активе Ларсен:
- титулы чемпионки Норвегии 2000, 2003, 2004, 2005, 2006, 2007, 2008, 2009, 2010, 2011, 2012, 2013, 2014 и 2015 годов
- победы в Кубке обладателей кубков в 2005 и 2008 годах
- победа в Лиге чемпионов ЕГФ: 2011

5 декабря 2013 года Ларсен объявила о приостановке карьеры по семейным обстоятельствам, вернувшись в январе 2015 года. По окончании сезона 2014/2015 Ларсен официально завершила игровую карьеру. С лета 2015 года она работает в тренерском штабе.
Ларсен провела 264 матча за сборную Норвегии, выступая ещё с 1990-х годов. В 1998, 2008 и 2010 годах Ларсен становилась чемпионкой Европы, в 1999 году — чемпионкой мира, а в 2008 году — олимпийской чемпионкой (в 2000 году она получила и бронзовую медаль на Играх в Сиднее). Свою карьеру Ларсен завершила бронзовой медалью чемпионата мира 2009 года и титулом чемпионки Европы 2010 года.
У Тонье Ларсен есть двое детей.